# سناء الزعيم
سناء الزعيم مذيعة مغربية اقترن اسمها لمدة خمس سنوات بالبرنامج التلفزيوني (صورة) الذي يرصد عالم السينما وتوقفت عن تقديمه والتحقت بالإذاعة عندما احست ان في جعبتها الكثير مما يتناسب مع تطلعاتها واحلامها الفكرية والثقافية، فوددت ان تخلق جسرا بينها وبين المجتمع الذي يحتاج للبوح عن انشغالاته واحلامه واحباطاته عبر البرنامج الاذاعي (أولاد بلدنا).
مقدمة برنامج إليـك والذي يداع على القناة الأولى المغربية. كما قامت ببطولة فيلم محاكمة امرأة مع نجوم السينما بالمغرب رشيد الوالي وأسماء الخمليشي. هي متزوجة من الممثل والمخرج المسرحي زكرياء الحلـو.رزقا ببنت اسمها الباهية.